# Tobias Asser
Tobias Michael Carel Asser (Amsterdã, 28 de abril de 1838 — Haia, 29 de julho de 1913) foi um jurista e político neerlandês. Foi agraciado com o Nobel da Paz em 1911, iniciador das Conferências Internacionais de Haia.
Asser foi professor de direito internacional privado e comercial na Universidade de Amsterdã de 1862 a 1893. Em 1869 Asser, junto com dois sócios, começou a Revue de Droit International et de Législation ("Revisão de Direito Internacional e Comparativo de Legislação") . Ele também foi um dos fundadores do Instituto de Direito Internacional em 1873.
Em 1891 Asser prevaleceu sobre o governo holandês ao convocar a Conferência de Haia para a Unificação do Direito Privado Internacional, que pela primeira vez em 1893 se tornou uma instituição permanente, responsável, entre outras coisas, pelos tratados de Haia de 1902-1905 relativos ao direito da família . Em 1911-1912 ele presidiu conferências para a unificação da legislação relativa às contas internacionais de câmbio. Em 1893 ele tornou-se membro do Conselho de Estado Holandês. Asser foi um  delegado Holandês para as conferências de paz de Haia de 1899 e 1907.